# Petabyte
O petabyte é um múltiplo da unidade de informação byte. O prefixo peta indica a décima quinta potência de 1000 e significa 1015 no Sistema Internacional de Unidades (SI). O símbolo do petabyte é PB.
1 PB = 1000000000000000B = 1015bytes = 1000terabytes.
Uma unidade relacionada, o pebibyte (PiB), usa um prefixo binário, e é igual a 10245 bytes, que é mais do que 12% maior que o PB (250 bytes = 1125899906842624bytes).